# Jana Černochová
Jana Černochová (ur. 26 października 1973 w Pradze) – czeska polityk i samorządowiec, burmistrz dzielnicy Praga 2, działaczka Obywatelskiej Partii Demokratycznej, deputowana do Izby Poselskiej, od 2021 minister obrony.

## Życiorys
Córka Czecha i Polki, jej matka urodziła się w Poznaniu. Jana Černochová w 1996 ukończyła kurs z bankowości i ekonomii monetarnej w Wyższej Szkole Ekonomicznej w Pradze. W 2009 uzyskała licencjat z prawa na prywatnej uczelni Vysoká škola aplikovaného práva w Pradze, a w 2011 magisterium ze stosunków międzynarodowych i europeistyki na Uniwersytecie Metropolitalnym w Pradze. Pracowała w sektorze bankowym.
Zaangażowała się w działalność polityczną w ramach Obywatelskiej Partii Demokratycznej. W latach 1998–2006 była zastępczynią burmistrza stołecznej dzielnicy Praga 2. Następnie do 2010 pełniła funkcję burmistrza. Pozostała członkinią władz wykonawczych dzielnicy. Powróciła na stanowisko burmistrza w 2012, gdy jej następca ustąpił w związku z podejrzeniem nadużycia władzy.
W 2010 Jana Černochová po raz pierwszy uzyskała mandat deputowanej do Izby Poselskiej. Z powodzeniem ubiegała się o poselską reelekcję w wyborach w 2013, 2017 i 2021.
W grudniu 2021 objęła stanowisko ministra obrony w nowo powołanym rządzie Petra Fiali.

## Odznaczenia
- Order Księżnej Olgi II klasy (Ukraina, 2022)[9]